# Gauliga Köln-Aachen 1941/42
De Gauliga Köln-Aachen 1941/42 was het eerste voetbalkampioenschap van de Gauliga Köln-Aachen. De Gauliga Mittelrhein werd omwille van de Tweede Wereldoorlog in twee nieuwe Gauliga's opgesplitst.
VfL 99 Köln werd kampioen en plaatste zich voor de eindronde om de Duitse landstitel. De club verloor in de tweede ronde van Offenbacher FC Kickers.

## Eindstand
| Plaats | Club                  | Wed. | W  | G | V  | Saldo | Ptn.  |
| ------ | --------------------- | ---- | -- | - | -- | ----- | ----- |
| 1.     | VfL Köln 1899         | 16   | 13 | 3 | 0  | 68:13 | 29:3  |
| 2.     | VfR 04 Köln           | 16   | 8  | 4 | 4  | 42:31 | 20:12 |
| 3.     | Mülheimer SV 06       | 16   | 9  | 2 | 5  | 39:36 | 20:12 |
| 4.     | SG Düren 99           | 16   | 7  | 3 | 6  | 41:33 | 17:15 |
| 5.     | SV Victoria 1911 Köln | 16   | 6  | 5 | 5  | 49:44 | 17:15 |
| 6.     | SSV Troisdorf 05      | 16   | 6  | 2 | 8  | 35:32 | 14:18 |
| 7.     | SpVgg Sülz 07         | 16   | 5  | 2 | 9  | 35:46 | 12:20 |
| 8.     | SV Rhenania Würselen  | 16   | 3  | 2 | 11 | 28:47 | 8:24  |
| 9.     | Bonner FV 01          | 16   | 2  | 3 | 11 | 14:69 | 7:25  |

|  | Kampioen, geplaatst voor nationale eindronde        |
|  | Trokken zich na dit seizoen terug uit de competitie |